# Doubravský kopec
Doubravský kopec, zvaný také Doubrava, se nachází nad obcí Doubrava v okrese Karviná v geomorfologickém celku Ostravská pánev v Moravskoslezském kraji v severovýchodní části Česka. Má nadmořskou výšku 282 m a je výškovou dominantou obce. Východně od vrcholu se nachází antropogenní jezero Kozinec. Blízko u vrcholu, kde se nachází vodárna a vysílač, vede silnice a také cyklostezka. Kopec je částečně zalesněný. Po části masivu kopce také vede Doubravská naučná stezka, kde jeden informační panel je věnován Doubravskému kopci a jeho vyhlídce. Kopec je populární dalekými výhledy až na Slovensko. Vodstvo patří do povodí řeky Olše (přítok veletoku Odra). Dle stavu v květnu 2022 trpí východní svahy sesuvem půdy snad způsobeným bývalou podzemní důlní činností, což ohrožuje místní vodovod a také silnici mezi Doubravou a Dětmarovicemi.

## Galerie

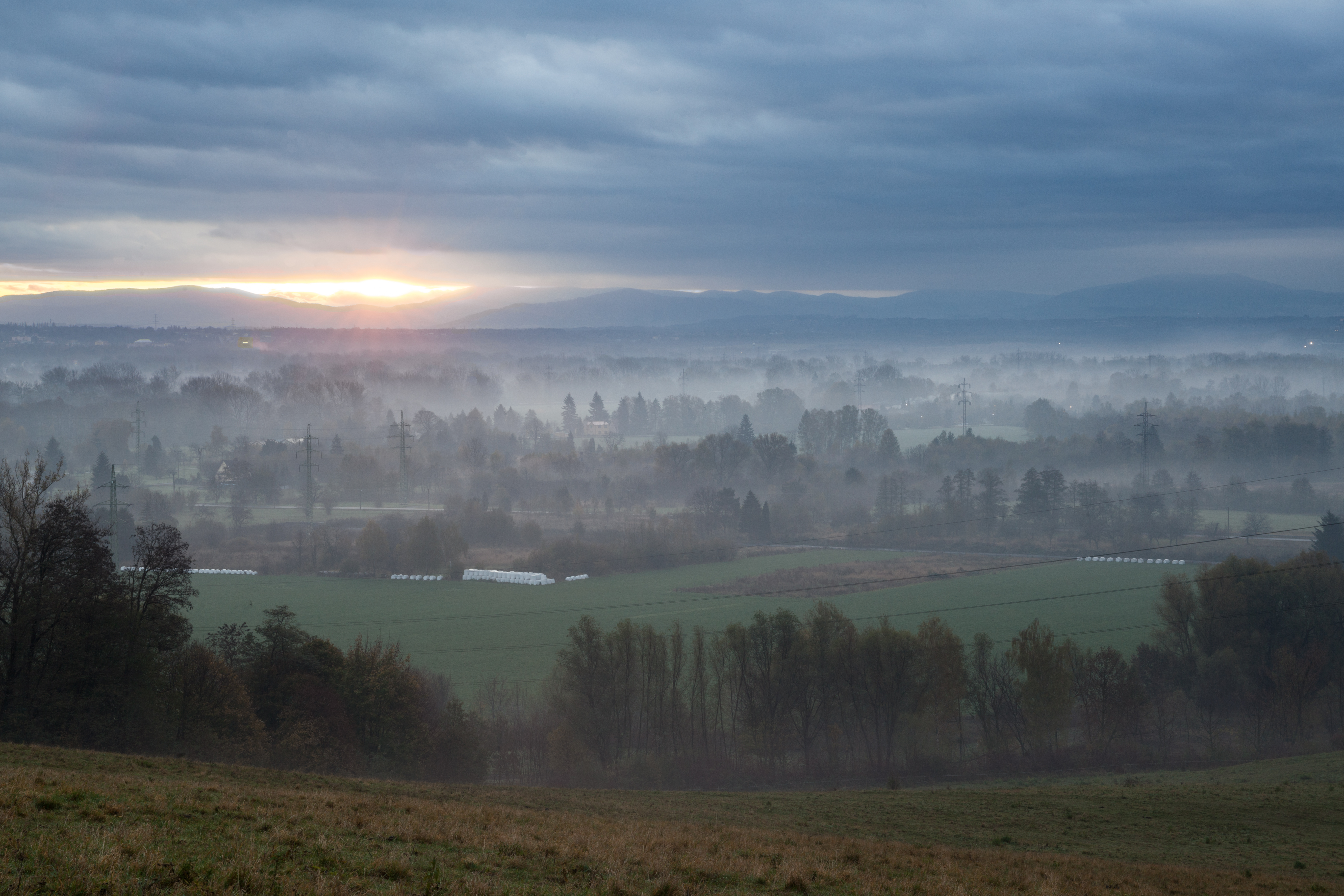
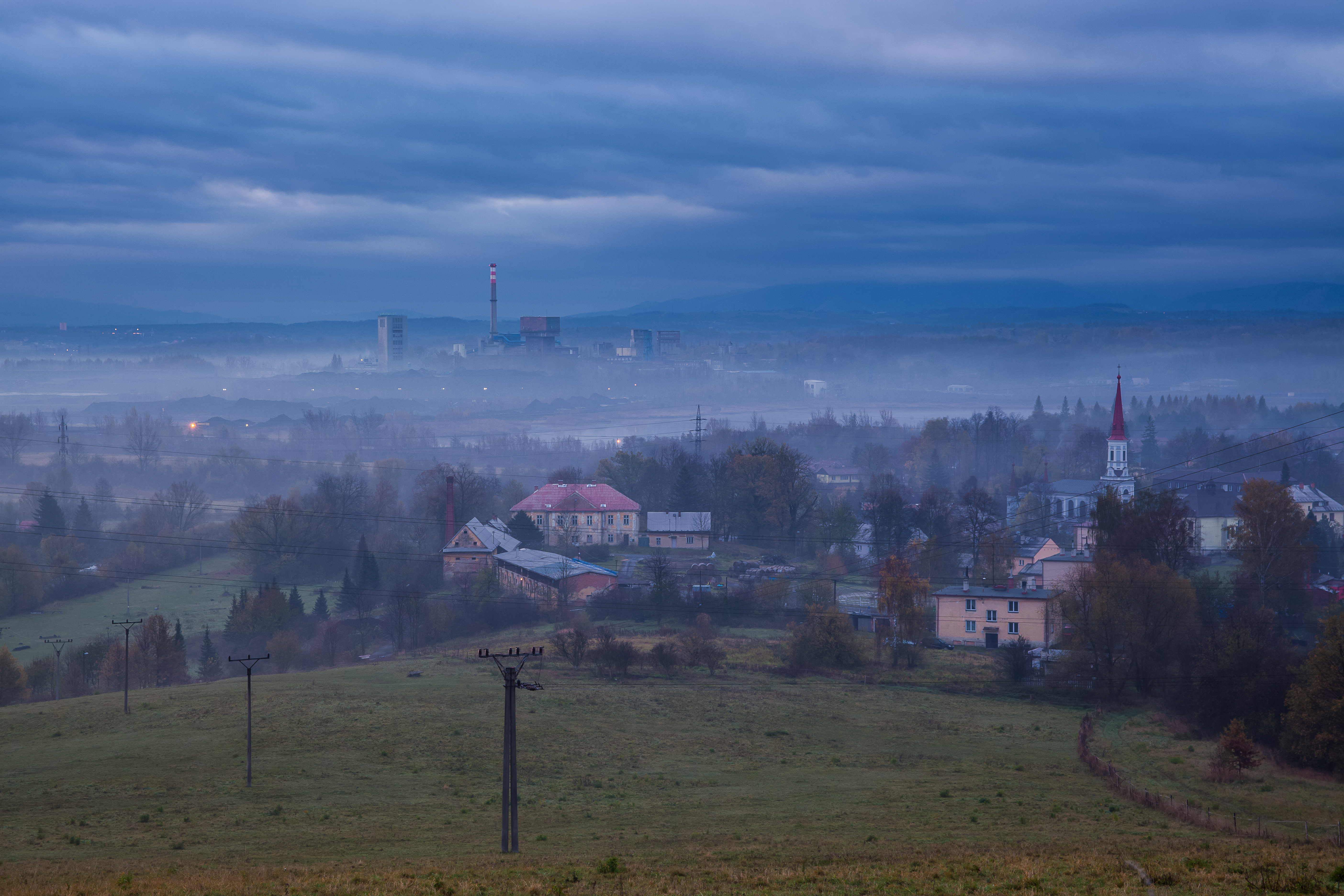
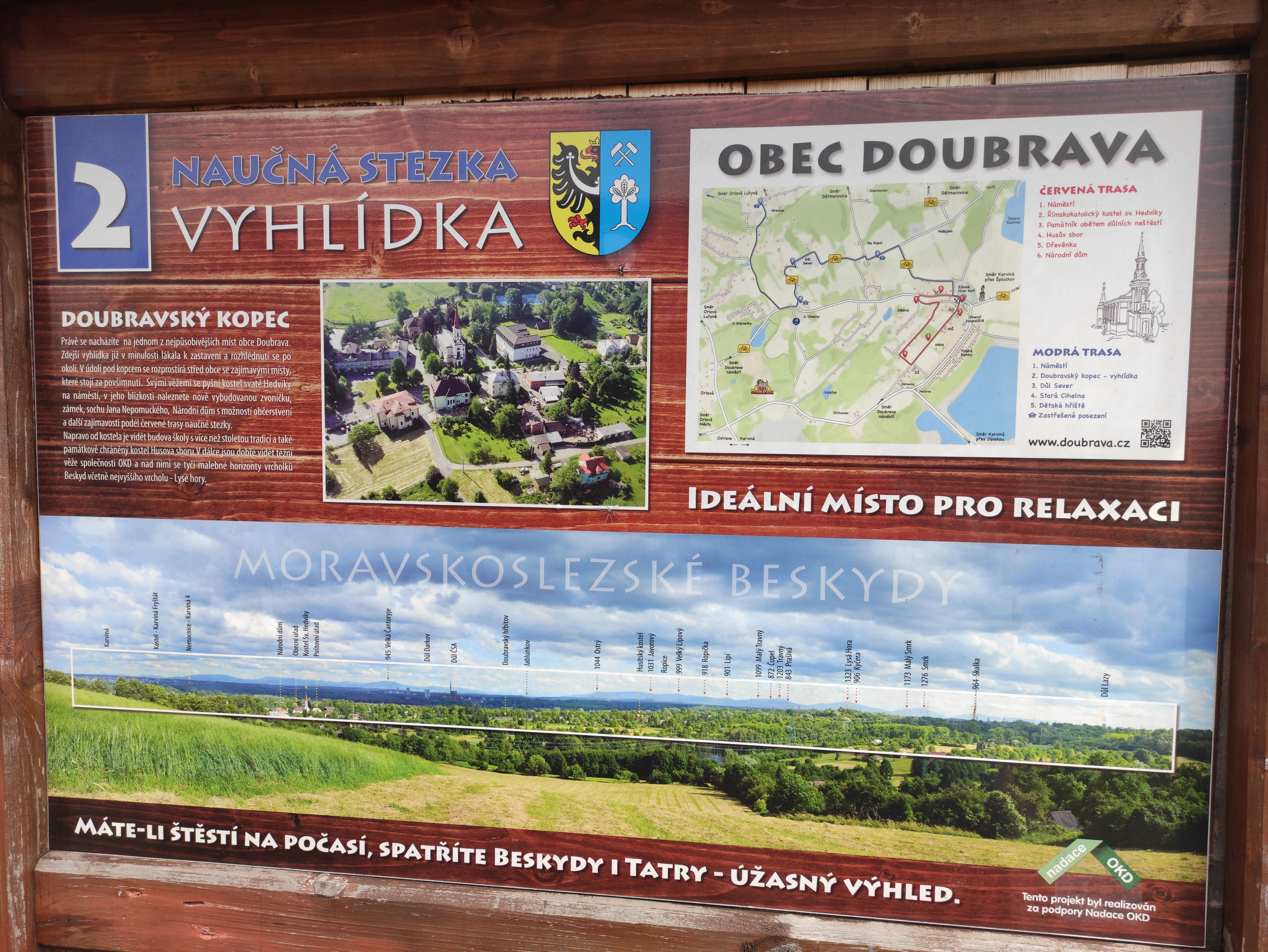
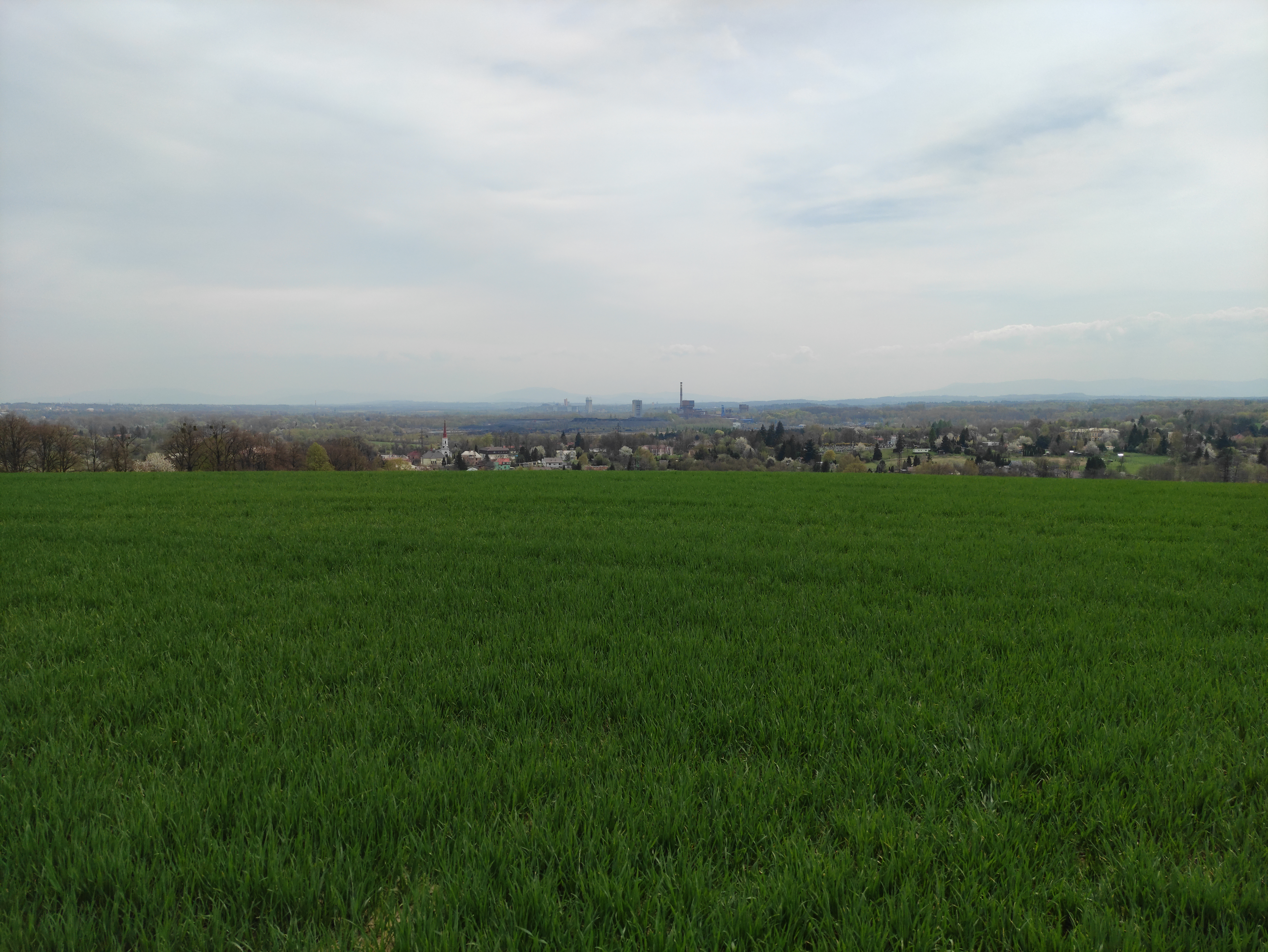